# فردوسی آتشی
فردوسی آتشی (نام علمی: Erythrina coralloides) نام یک گونه از سرده فردوسی است.